# Stronie Śląskie
Stronie Śląskie é um município da Polônia, na voivodia da Baixa Silésia e no condado de Kłodzko. Estende-se por uma área de 2,38 km², com 5 832 habitantes, segundo os censos de 2016, com uma densidade de 2450,4 hab/km².